# Kate Walsh
Kathleen Erin Walsh (* 13. října, 1967, San Jose, Kalifornie) je americká filmová a televizní herečka.

## Biografie
Narodila se v San José v Kalifornii, ale vyrostla ve městě Tucson v Arizoně. Při studiu na Arizonské univerzitě hrála v místním divadle. Po absolvování univerzity se přestěhovala do Chicaga, kde působila v National Public Radio. Poté se přestěhovala do New Yorku, kde od roku 1987 vystupovala s hereckým uměleckým souborem Burn Manhattan. Od roku 1990 hrála několik menších rolí v televizních seriálech a v roce 1996 získala svou první roli ve filmu Propast (též Normální život). O rok později následovaly filmy Peppermills, Night of the Lawyers a role v populárním sitcomu The Drew Carey Show. Od té doby hrála v několika filmech a mnoha dalších televizních seriálech, z nejznámějších například Kriminálka Las Vegas, The Norm Show. V roce 2005 získala již jako hvězdný host roli v již rozběhnutém seriálu Chirurgové. V seriálu se měla objevit jako jedna z malých rolích, nakonec však byla obsazena do role Dr. Addison Montgomeryové. Původně měla podepsaný kontrakt na několik málo dílů, avšak nakonec pro ni byla vymyšlen spin-off seriál (seriál vycházející či navazující na jiný seriál) Private Practice.
Kate Walshová se v 1. září 2007 provdala za Alexe Younga, který je produkčním ředitelem filmové společnosti 20th Century Fox. V únoru roku 2010 se s ním však rozvedla.

## Filmografie

### Film
| Rok  | Název                                       | Role              | Poznámky |
| ---- | ------------------------------------------- | ----------------- | -------- |
| 1996 | Propast                                     | Cindy Anderson    |          |
| 1997 | Peppermills                                 | Lena              |          |
| 1997 | Night of the Lawyers                        | Pressie Brooks    |          |
| 1998 | Henry: Portrait of a Serial Killer, Part II | Cricket           |          |
| 1998 | Three Below Zero                            | Moirat            |          |
| 1998 | Heaven                                      | Diner             |          |
| 2000 | Otec rodiny                                 | Jeannie           |          |
| 2002 | Anatomy of a Breakup                        | Lorra             |          |
| 2002 | A Day in the Life of Nancy M. Pimental      | Kate              |          |
| 2003 | Pod toskánským sluncem                      | Grace             |          |
| 2004 | Když se setmí                               | Shelia            |          |
| 2004 | Wake Up, Ron Burgundy: The Lost Movie       | Sue               |          |
| 2005 | Zelená je tráva                             | Barbara Weston    |          |
| 2005 | Inside Out                                  | Tyne              |          |
| 2005 | Moje krásná čarodějka                       | Sexy číšnice      |          |
| 2009 | One Way to Valhalla                         | Raina             |          |
| 2010 | Legie                                       | Sandra Anderson   |          |
| 2011 | Angels Crest                                | Roxanne           |          |
| 2012 | Charlieho malá tajemství                    | Paní Kelmeckis    |          |
| 2013 | Scary Movie 5                               | Mal Colb          |          |
| 2014 | Dermaphoria                                 | Morell            |          |
| 2015 | Just Before I Go                            | Kathleen Morgan   |          |
| 2015 | Any Day                                     | Bethley           |          |
| 2015 | Staten Island Summer                        | Dannyho matka     |          |
| 2017 | If I Forget                                 | Holly Fischer     |          |
| 2017 | Girls Trip                                  | Elizabeth         |          |
| 2017 | Reality High                                | Dr. Fiona Shively |          |
| 2017 | Mark Felt: Muž, který zradil                | Pat Miller        |          |
| 2018 | Ideální domov                               | Kate              |          |
| 2019 | Sell By                                     | Elizabeth         |          |
| 2019 | 3022                                        | Jackie Miller     |          |
| 2019 | Sometime Other Than Now                     | Kate              |          |
| 2020 | Honest Thief                                | Annie             |          |

### Televize
| Rok        | Název                                 | Role                        | Poznámky                                                      |
| ---------- | ------------------------------------- | --------------------------- | ------------------------------------------------------------- |
| 1996       | Homicide: Life on the Street          | Cathy Buxton                | díl: „Stakeout“                                               |
| 1996       | Swift Justice                         | Paula "Paulie" Goddard      | díl: „The Haze“                                               |
| 1997       | Právo a pořádek                       | Lt. Kirstin Blair           | díl: „Navy Blues“                                             |
| 1997–2001  | Kancelářská krysa                     | Nicki Fifer                 | 21 dílů                                                       |
| 1998       | Bůžek lásky                           | Heidi                       | díl: „Meat Market“                                            |
| 1999       | Turks                                 | Terry                       |                                                               |
| 1999       | The Mike O'Malley Show                | Marcia                      | 2 díly                                                        |
| 2000       | Cursed                                | Stace                       | díl: „...And Then He Had to Give a Thumbs Up“                 |
| 2000–2001  | The Norm Show                         | Jenny                       | 5 dílů                                                        |
| 2001       | Uprchlík                              | Agent Eve Hilliard          | 3 díly                                                        |
| 2001       | Utrpení ženatého muže                 | Carol Nelson                | 3 díly                                                        |
| 2003–2004  | Karen Sisco                           | Marley Novak                | 2 díly                                                        |
| 2004       | Joint Custody                         | Florence                    | pilot                                                         |
| 2004       | Chlapi sobě                           | Karen                       | 3 díly                                                        |
| 2004       | Kriminálka Las Vegas                  | Mimosa                      | díl: „Ch-Ch-Changes“                                          |
| 2004       | Complete Savages                      | Maggie                      | díl: „My Two Sons“                                            |
| 2005       | Bobby Cannon                          | London                      | televizní film                                                |
| 2005       | Agentura bez rizika                   | Kendall Judd                | díl: „Wings“                                                  |
| 2005–2012  | Chirurgové                            | Dr. Addison Montgomery      | host (1. řada, 4.–8. řada), hlavní role (2.–3. řada), 59 dílů |
| 2007–2013  | Private Practice                      | Dr. Addison Montgomery      | hlavní role, 109 dílů                                         |
| 2008       | Upright Citizens Brigade: Asssscat    | Guest Monologist            | televizní film                                                |
| 2009       | Tatík Hill a spol                     | Kat Savage                  | díl: „Uncool Customer“                                        |
| 2011       | Comedy Central Roast of Charlie Sheen | Roaster                     | 1 díl                                                         |
| 2013       | Newsreaders                           | Samu sebe                   | díl: „Jr. Newsreaders“                                        |
| 2013       | Full Circle                           | Trisha Campbell             | 3 díly                                                        |
| 2014       | Fargo                                 | Gina Hess                   | 4 díly                                                        |
| 2014       | The Hotwives of Orlando               | Fiona                       | díl: „Vow Renewals“                                           |
| 2014–2015  | Bad Judge                             | Rebecca Wright              | hlavní role, 13 dílů                                          |
| 2015       | Neranditelní                          | Kate                        | díl: „A Live Show Walks Into a Bar, Part 2“                   |
| 2015       | Everyone's Crazy But Us               | Meg                         | pilot                                                         |
| 2017–2019  | Proč? 13x proto                       | Paní Baker                  | hlavní role (1.–2. řada), hostující role (3. řada), 27 dílů   |
| 2018–2019  | Americký táta                         | učitelka/prostitutka (hlas) | 2 díly                                                        |
| 2018       | Corporate                             | Alyssa Armstrong            | díl: „Casual Friday“                                          |
| 2019–dosud | The Umbrella Academy                  | Manipulátorka               | vedlejší role                                                 |
| 2020       | Emily in Paris                        | Madeline Wheeler            | vedlejší role                                                 |